# Álex Muñoz
Alejandro José " Álex " Muñoz Miquel (nascut el 30 de juliol de 1994) és un futbolista professional valencià que juga com a central o lateral esquerre a la UD Almeria.

## Carrera de club
Nascut a Sant Joan d'Alacant, País Valencià, Muñoz va jugar a futbol juvenil amb el club local Alacant CF dels 9 als 15 anys, i va acabar la seva formació a l'Hèrcules CF veí. El 2012, es va coronar campió sub-18 amb la selecció de futbol del País Valencià  i, el 22 de setembre d'aquell any, quan encara era júnior, va debutar com a professional, entrant al minut 73 com a substitut de Pepe Mora en una derrota per 0-3 a casa a Segona Divisió contra el FC Barcelona B.
El 18 de setembre de 2013, Muñoz va signar un nou contracte de tres anys, i va ser cedit al Futbol Club Jove Espanyol, l'equip filial de la Tercera Divisió. El 19 d'agost de 2014 va acceptar una pròrroga fins al 2018, sent ascendit definitivament a l'equip principal, ara a la Segona Divisió B.
El 21 de juliol de 2016, Muñoz va fitxar pel Sevilla FC amb un contracte de tres anys, però només va jugar amb el filial. Va marcar el seu primer gol a la segona divisió el 19 d'agost de 2017, tancant l'empat a 1 fora de casa contra el CA Osasuna.
Muñoz va fitxar pel Reial Saragossa de segona divisió el juliol de 2018, també per tres temporades. Va rescindir el seu contracte després de només una temporada, però, i va fitxar pel CD Tenerife de la mateixa lliga.
El 8 de juliol de 2022, Muñoz va signar un contracte de dos anys amb el Llevant UE, també de segona divisió. El juny de 2024, va fitxar per la UD Las Palmas amb un contracte de la mateixa durada. Va debutar a la Lliga el 16 d'agost, jugant 68 minuts en un empat a 2 a casa contra el Sevilla. Va marcar el seu primer gol el 15 de setembre, però en una derrota per 2-3 a casa contra l'Athletic Club.
El 4 de juliol de 2025, després de patir el descens, Muñoz va signar un contracte de tres anys amb la UD Almería.